# ГЕС Аграс
ГЕС Аграс — гідроелектростанція у північній Греції біля міста Едеса (периферія Центральна Македонія).
Станція розташована на західній околиці Едеси на річці Вода. У ході її спорудження за 4 км на захід створили водосховище Аграс, яке поповнюється як згаданим водотоком, так і через підземні карстові порожнини із розташованого неподалік озера Вегорітіс (третя за розміром внутрішня природна водойма у Греції). Водосховище утримується земляною греблею висотою 5 метрів, на спорудження якої використали 40 тис. м3 матеріалу.
Від озера Аграс до ГЕС веде канал довжиною близько 4 км, наполовину створений у підземному виконанні. Виробництво електроенергії можливе при коливанні рівня водосховища між позначками 478 та 480 метрів над рівнем моря. У машинному залі встановлено дві турбіни типу Френсіс потужністю по 25 МВт. Можливо відзначити, що при такій потужності та напорі 156 метрів ГЕС виробляє лише 27 млн кВт·год на рік, що пояснюється малою водністю басейну, особливо в умовах спекотного літнього періоду.